# OTK
OTK je česká rocková kapela založená roku 1988 v Praze. Ve svých začátcích byla personálně i koncertně spřízněná s Tata bojs, s kterými pravidelně pořádají výroční koncerty (v roce 2003 v již zaniklém klubu Delta, kde v začátcích vystupovali, v roce 2008 oslavili 20 let v tělocvičně TJ Sokol Hanspaulka, kde OTK odehráli svůj vůbec první koncert). Během svého působení OTK vydali čtyři alba, řadu kompilací a také album remixů skladby Klan. Skupinu umělecky vede Ondřej Ježek, který se mimo své působení v OTK věnuje zvukaření a provozuje i své vlastní nahrávací studio. V roce 2003 získali OTK za svou desku Sona a kuva cenu Akademie populární hudby Anděl v kategorii Alternativní scéna, kde následující album Okolo bylo vyhlášeno Albem roku 2008 . Každý nový počin kapely se od předchozího hudebně výrazně odlišuje (Sona a Kuva je oproti předchozímu KOT výrazně klidnější a poetičtější, zatímco následující album Okolo patří k tomu nejtvrdšímu, co zatím OTK vydali), mezi jednotící prvky však patří Ježkův charakteristický, melancholický, místy křičený, jindy až recitující zpěv, melodická inovativnost, syrové kytary, vytříbený zvuk a hypnoticky repetitivní, leč instrumentálně zdatná rytmická sekce. Texty jsou většinou symbolické, nepříliš rozsáhlé, v refrénu se často opakuje jediná věta. Během existence kapely se často měnilo složení, což mělo rovněž zásadní vliv na zvuk nahrávek (na KOT se výrazně podílel zvuk trubky, zatímco na Okolo zní klávesy Honzy Klempíře). V roce 2014, již s novým bubeníkem Vítem Holubem vydává kapela krycí album Atentát na Wericha, které má odvést pozornost od alba, které není určeno pro svět internetu. V roce 2018 k výročí třiceti let od prvního koncertu vychází album coververzí Druhá šance. Kapela patří mezi hlavní pilíře vydavatelství Silver Rocket a často koncertuje na akcích a minifestivalech tímto vydavatelstvím pořádaných.

## Členové
- Ondřej Ježek - zpěv, kytara
- Honza Žalud - baskytara
- Honza Klempíř - zpěv, klávesy
- Vít Holub - zpěv, bicí

## Diskografie
| Vydáno | Název                                | Formát | Nahrávací společnost                      |
| ------ | ------------------------------------ | ------ | ----------------------------------------- |
| 1993   | OTK                                  | CD     | Punc/Venture                              |
| 1994   | Acid                                 | MC     | Black Point                               |
| 1998   | KOT                                  | CD     | Silver Rocket                             |
| 2003   | Sona a Kuva                          | CD     | Silver Rocket/Minority Records            |
| 2008   | Okolo                                | CD, LP | Silver Rocket                             |
| 2008   | 7" Split s Aran Epochal              | SP     | Silver Rocket                             |
| 2009   | Nashledanou na kompilaci For Semafor | CD     | Klíče                                     |
| 2010   | KOT                                  | 2LP    | Silver Rocket/Inerziaformisharecords A.C  |
| 2010   | Sona a Kuva                          | LP     | Silver Rocket/Inerziaformisharecords A.C. |
| 2014   | Atentát na Wericha                   | CD     | Silver Rocket                             |
| 2014   | Brno                                 | CD, LP | Silver Rocket                             |
| 2018   | Druhá šance                          | CD, LP | Polí5                                     |

Skupina je také přítomna na tribute albu Hommage à Jiří Bulis (2015), hraje zde píseň Radost má vždycky jen hulvát.